# Aloe niebuhriana
Aloe niebuhriana es una especie de planta suculenta perteneciente a la familia de los aloes. Es endémica de Yemen y Arabia Saudita.

## Descripción
Es una planta suculenta con las hojas agrupadas en rosetas basales. Las hojas son anchas, largas, carnosas y de color verde sin manchas o líneas pero con  los márgenes armados con espinos. Las flores son tubulares de color naranja-rosado agrupadas en densas cabezas florales al final de un tallo erecto que surge de la roseta.

## Taxonomía
Aloe niebuhriana fue descrita por John Jacob Lavranos y publicado en Journal of South African Botany 31: 68, en el año 1965.
Etimología
Ver: Aloe
niebuhriana: epíteto otorgado en honor del botánico y explorador Carsten Niebuhr.